# Добрушино (Смоленская область)
Добру́шино   — деревня  в  Смоленской области России,  в Ельнинском районе. Население – 40 жителей (2007 год). Расположена в юго-восточной части области  в 18  км к северо-востоку от города Ельня, в 15 км восточнее автодороги Р137 Сафоново — Рославль, на берегу реки Белица. Входит в состав Бобровичского сельского поселения. Автомобильная дорога до Ивано-Гудино.